# Tarzan and the Tarzan Twins
Tarzan and the Tarzan Twins è una raccolta pubblicata nel 1963 di due diversi romanzi del Ciclo di Tarzan scritti da Edgar Rice Burroughs per un pubblico di giovani lettori, pubblicati originariamente nel 1927 (The Tarzan Twins per l'editore Voland nell'ottobre 1927) e 1936 (Tarzan and the Tarzan Twins, with Jad-bal-ja, the Golden Lion per Whitman nel marzo del 1936). Il libro è inedito in italiano.
Nonostante il lasso di tempo esistente fra le loro prime stesure e pubblicazioni, gli eventi delle due storie sono da considerarsi ambientati nel medesimo periodo temporale. Il passaggio iniziale di Tarzan and the Tarzan Twins, with Jad-bal-ja, the Golden Lion specifica che gli eventi lì narrati sono immediatamente consecutivi a quelli di The Tarzan Twins. In relazione alle altre storie di Tarzan, le due parti di questo libro sono da considerarsi presumibilmente ambientate fra Tarzan e gli uomini formica e Tarzan, re della giungla, cronologicamente, dal momento che la prima parte fu pubblicata fra queste due opere. La seconda parte conferma che gli eventi sono ambientati approssimativamente in questo periodo, dal momento che viene introdotta una famiglia che ricompare anche in Tarzan e l'impero perduto, il libro seguente a Tarzan, re della giungla. Inoltre, Tarzan incontra per la prima volta il dottor Karl von Harben, che era già stato presentato in Tarzan e l'impero perduto.
Dal momento che questo volume viene abitualmente considerato un libro per bambini, frequentemente non viene citato come parte del ciclo di Tarzan.  Per questo motivo, Tarzan, re della giungla è normalmente considerato l'undicesimo libro del ciclo al posto di Tarzan and the Tarzan Twins.

## Trama
Due scolari, Dick e Doc, sono cugini molto legati fra di loro in conseguenza del fatto che le loro madri sono gemelle. Dick, inoltre, è anche legato alla famiglia di Tarzan a causa di proprio padre, e per questo i due vengono conosciuti come i Gemelli Tarzan (Tarzan Twins in originale). Invitati a visitare la magione africana di Tarzan, i due si perdono nella giungla e vengono imprigionati dai cannibali, dai quali riescono fortunatamente a fuggire. Quando riescono a essere riuniti a Tarzan, egli presenta loro il proprio leone domestico Jad-bal-ja. Successivamente, i due vengono coinvolti in un'avventura che coinvolge gli esuli della città perduta di Opar, colpevoli di aver rapito Gretchen von Harben, la figlia di un missionario.

## Adattamento a fumetti
Il libro è stato adattato a fumetti nella serie di Tarzan edita da Gold Key Comics nel numero 196, datato aprile 1971.

## Copyright
Il copyright per queste storie è scaduto in Australia, ragione per cui entrambe sono ora lì di pubblico dominio. I testi sono disponibili attraverso il Progetto Gutenberg.